# 淡島千景
淡島 千景（あわしま ちかげ、本名：中川 慶子、1924年〈大正13年〉2月24日 - 2012年〈平成24年〉2月16日）は、日本の元女優。愛称は「おけいちゃん」「けいちゃん」（本名の慶子から）。
宝塚歌劇団出身で在籍時は娘役スターとして活躍した。宝塚歌劇団29期生。芸名は百人一首の源兼昌の「淡路島 かよふ千鳥の なく声に いく夜ね覚めぬ 須磨の関守」から。
弟はSteve Nakagawa名義でアメリカのハンナ・バーベラ・プロダクションやランキン・バス・プロダクションで活躍したアニメーターの中川雄策。

## 来歴・人物

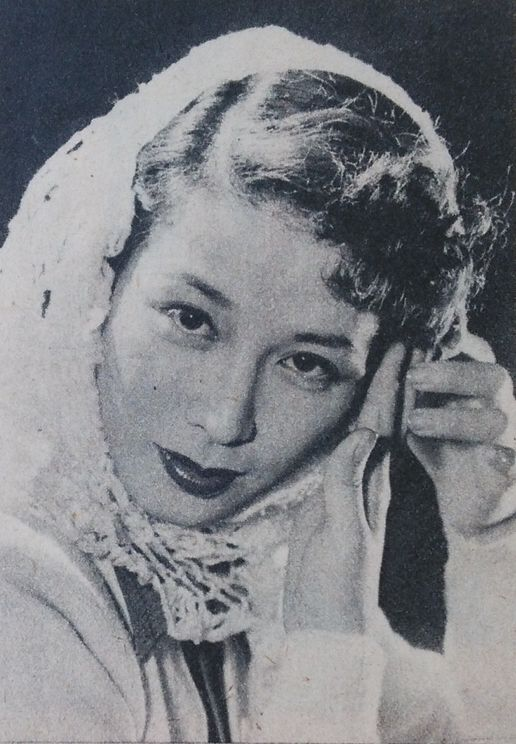
1952年頃

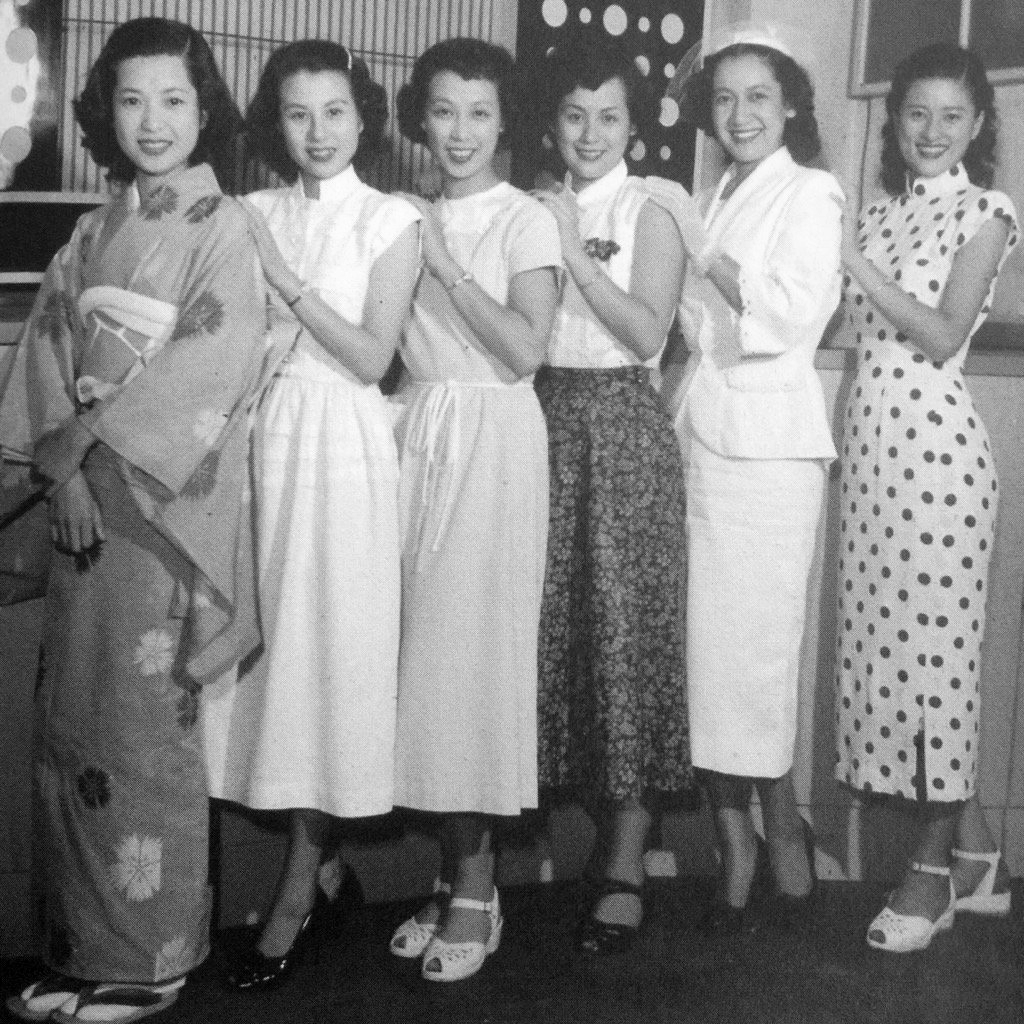
左から若山セツ子、久我美子、淡島千景、角梨枝子、原節子、杉葉子（1951年）

東京府出身。実家はラシャを扱うお店で日本橋に出店、自宅は大森にあった。自宅近くには蒲田撮影所があった。1930年、池上尋常小学校入学。卒業の少し前に一家が武蔵野町吉祥寺へ転居したため、武蔵野第一小学校へ転校。1936年、成蹊高等女学校（現・成蹊中学校）へ進学。
成蹊高等女学校卒業後、1939年（昭和14年）に宝塚音楽舞踊学校に入学。その後、1941年（昭和16年）から1950年（昭和25年）まで宝塚歌劇団に所属。百人一首の『淡路島通ふ千鳥の鳴く声に 幾夜寝ざめぬ 須磨の関守』（源兼昌）から、『淡路千鳥』と名付けられるが、同じような芸名の団員がいたことから、『淡島千景』と芸名を変える。
在団中は優れた美貌の主演娘役として戦時中・戦後と宝塚歌劇団を支えて、久慈あさみ、南悠子と共に『東京の三羽烏』と呼ばれた。2人の男役から愛される娘役スターとして人気を得る。（淡島千景の大ファンであった手塚治虫本人が生前に（TBS「テレビ探偵団」第47回、1988年1月10日放送）のなかで語ったことによれば、手塚治虫の漫画『リボンの騎士』のサファイア王女は、もともと娘役である淡島が宝塚歌劇団在団中に数回男役を演じており（これは1948年1月の月組公演『ヴェネチヤ物語』の男装をするポーシャ姫の役を指すと推定されている）、淡島が劇中で何度か娘役と男役に入れ変わったことをモデルにしたのであるということである。戦争中に歌舞音曲停止令が発令されたとき、上京中で舞台稽古の真っ最中であったが、その日のうちに寄宿舎に帰され、宝塚に残るか挺身隊に入るかの二者択一を迫られたが、母親の助言もあって宝塚に残る決断をし、慰問の仕事に従事したという。
宝塚退団後は映画界に転向したが、その背景には、先輩であった月丘夢路の影響があったという。1950年（昭和25年）に宝塚歌劇団に辞表を出すが、トップスターであったため強く引き止められた。しかし決意を変えなかったために、劇団の怒りをかい、自主的退団ではなく解雇処分にされた。ただしのちにその処分の撤回を申し入れて受け入れられている。
松竹に入社し、『てんやわんや』でデビュー。第1回ブルーリボン賞演技賞を受賞。以降、『麦秋』、『本日休診』、『君の名は』などに出演し、松竹の看板女優として活躍。アメリカナイズされた戦後派の女性を演じ、銀幕のアプレガール(戦後派女性）第一号と称される。『自由学校』では、"とんでもハップン"という流行語を生んだ。1955年には東宝に招かれ『夫婦善哉』（第6回ブルーリボン賞主演女優賞）にぐうたらな男を母性的に見つめる女で共演した森繁久彌との名コンビをみせ、コメディエンヌの魅力も開花させた。戦後日本映画の全盛期を支えた銀幕スターの一人である。
1956年にフリーとなり、以降、各社の映画に出演。特に東宝では『駅前シリーズ』、『妻として女として』、『白と黒』などに出演し、東宝の看板女優として活躍する。
1964年東京オリンピックでの新聞社主催の観戦を機に、東洋の魔女と知り合う。彼女らのために「富士クラブ（フジクラブ）」を作り、淡島がオーナーに就く。監督は淡島のマネージャーである垣内たづ（垣内田鶴）が務めた。チームは1965年の第20回国民体育大会バレーボール競技で優勝を果たした。のちに、メンバーの一人である谷田絹子を、淡島の事務所の社員として雇った。
1955年（昭和30年）に菊池寛賞、1988年（昭和63年）に紫綬褒章、1995年（平成7年）に勲四等宝冠章、2004年（平成16年）に牧野省三賞、2005年（平成17年）にNHK放送文化賞に輝いた。
宝塚の後輩である扇千景の芸名は淡島千景にあやかってつけた名前である。また淡島千景の大ファンでプライベートでも実妹のように可愛がられていた淡路恵子も淡島の淡の一字をもらって芸名をつけている。
87歳まで現役で、舞台を中心に旺盛な活動を続けた。また、日本俳優連合名誉副会長（2007年まで副理事長）として、長年俳優の権利向上などにも力を尽くした。
亡くなる前年の2011年春、70年以上にも及んだ淡島の女優人生にとって遺作となったTBSドラマ『渡る世間は鬼ばかり』への出演依頼を快諾。淡島の品が光る旅館の大女将役での出演であったが、夏の収録中に体調を崩し病院で検査を受けた結果、膵臓癌が見つかり、ステージ4まで進行していたが、淡島本人には告知をせず、淡島は病院から撮影現場へ向かっていたという。淡島が最後に出演した回は、同年8月11日放送の最終シリーズ第41話であった。
年を越すことができた淡島は、翌2012年正月ごろまでは親族と過ごしていた。その後病状が悪化し、東京都目黒区内の病院に入院した。
古巣の宝塚歌劇団が100周年を2年後に控えた2012年（平成24年）2月16日午前9時40分、膵臓がんのため東京都目黒区内の病院で死去。87歳没。生涯独身であった。戒名は「華優院慈篤慶純大姉」。
葬儀の参列者は司葉子、淡路恵子、八千草薫、鳳蘭、朝丘雪路、宇津井健、小山明子、高橋英樹、西郷輝彦、水谷八重子、沢田雅美、西川ヘレン、熊谷真実、藤田朋子、小林綾子、浅香光代、林与一、山田吾一、花柳壽輔、石井ふく子ら。
淡島の死後、借金騒動が起こった。内容としては、淡島は浪費家であり、稼いだギャラでさえ残していなかったというものであった。しかし、生前の淡路恵子は、この借金が取り巻きによって作られたものであり、淡島自身は仕事に懸命でそんなことは無縁であったと証言していた。ただし、淡島の名誉もあり、淡路は「天国で、私がお姉ちゃまに誰と誰がやったかを話す。」と、それ以上は語らなかった。
墓所は護国寺。法号は華優院慈篤慶純大姉。
死後2年経った2014年、古巣・宝塚歌劇団100周年記念で創設された「宝塚歌劇の殿堂」最初の100人のひとりとして殿堂入りを果たしている。

## 主な受賞・受章歴
- 1950年：第1回ブルーリボン賞・主演女優賞 『てんやわんや』
- 1955年：第6回ブルーリボン賞・主演女優賞 『夫婦善哉』
- 1956年：第4回菊池寛賞
- 1959年：第13回毎日映画コンクール・主演女優賞 『蛍火』『暖簾』
- 1984年：菊田一夫演劇賞
- 1988年：紫綬褒章
- 1995年：勲四等宝冠章
- 1995年：第4回日本映画批評家大賞・ゴールデン・グローリー賞
- 1998年：第52回毎日映画コンクール・田中絹代賞
- 1998年：第7回日本映画批評家大賞・特別女優賞
- 2004年：第42回牧野省三賞
- 2005年：第56回日本放送協会（NHK）放送文化賞
- 2010年：第34回山路ふみ子映画賞・映画功労賞

## 主な出演

### 映画

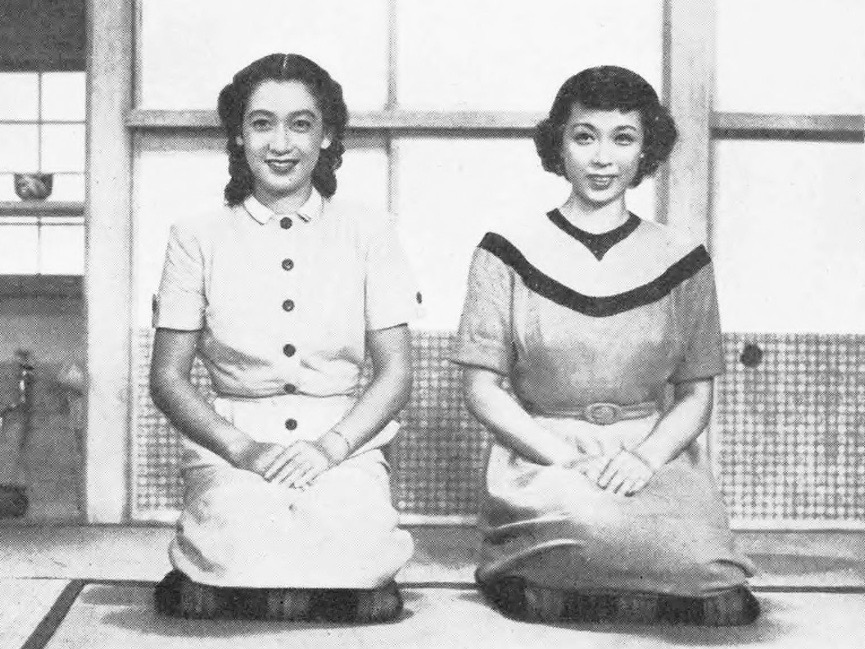
『麦秋』（1951年）

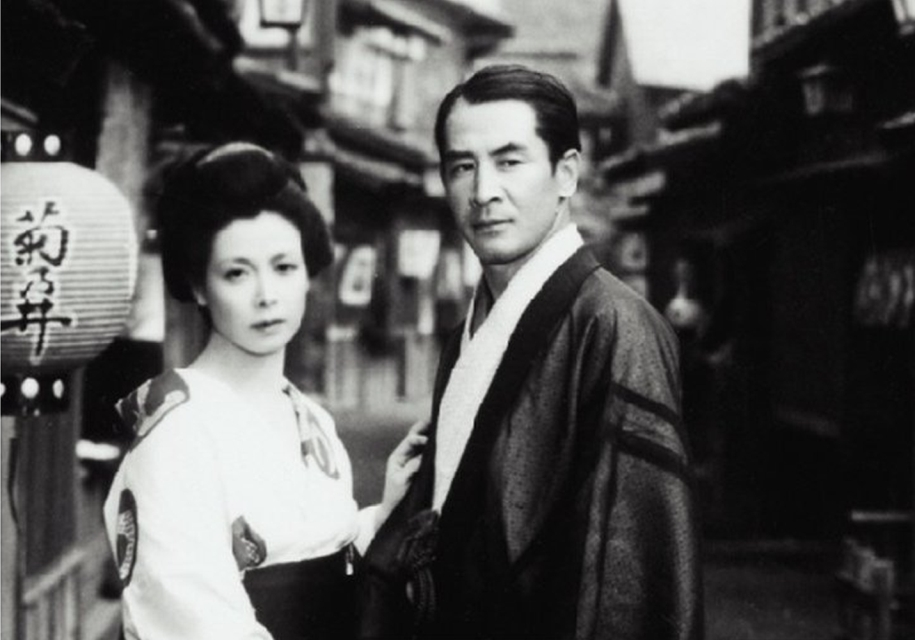
『にごりえ』（1953年）

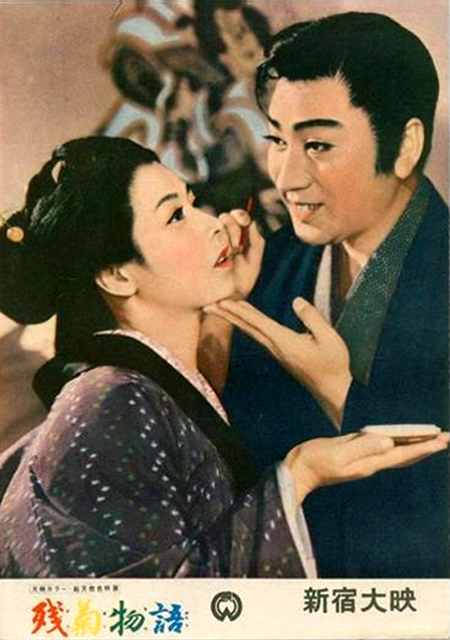
『残菊物語』（1956年）

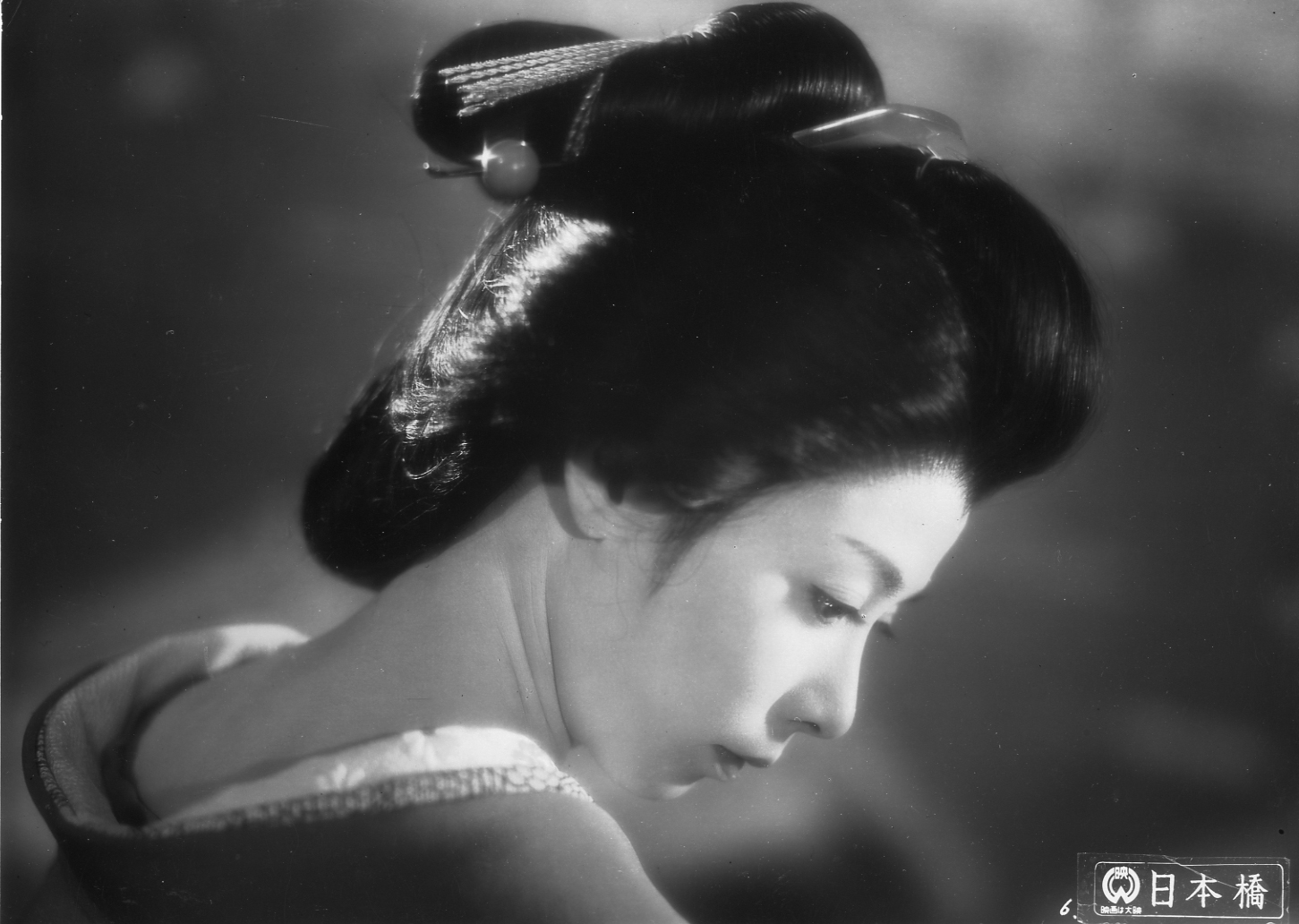
『日本橋』（1956年）

- てんやわんや（原作：獅子文六、監督：渋谷実、1950年）
- 命美わし（1951年）
- 善魔（監督：木下惠介、1951年）
- 自由学校（原作：獅子文六、監督：渋谷実、1951年。松竹版）
- 麦秋（監督：小津安二郎、1951年）
- 陽気な渡り鳥（1952年）
- 二つの花（1952年）
- 本日休診（原作：井伏鱒二、監督：渋谷実、1952年）
- お景ちゃんと鞍馬先生（1952年）
- 丹下左膳  櫛巻お藤 （1952年08月14日。松竹京都）
- 武蔵と小次郎 八雲太夫、照世（二役）（1952年10月15日。松竹京都）
- お茶漬の味（監督：小津安二郎、1952年）
- 波（1952年）
- カルメン純情す（監督：木下惠介、1952年）
- 君の名は（1953年-1954年）
- 花の生涯 彦根篇 江戸篇（1953年）
- にごりえ（原作：樋口一葉、監督：今井正、1953年）
- やっさもっさ（原作：獅子文六、監督：渋谷実、1953年、松竹）
- 江戸の夕映（1954年、松竹）
- 真実一路（1954年）
- 忠臣蔵 花の巻・雪の巻（1954年、松竹）- 浮橋太夫
- 太陽は日々に新たなり（監督：野村芳太郎、1955年）
- 心に花の咲く日まで（監督：佐分利信、1955年）
- 夫婦善哉（原作：織田作之助、監督：豊田四郎、1955年）
- 女の一生（1955年）
- 修禅寺物語（1955年）
- 絵島生島（1955年）
- 早春（監督：小津安二郎、1956年）
- 残菊物語（1956年）
- 日本橋（監督：市川崑、1956年）
- 新・平家物語 静と義経（1956年）
- 体の中を風が吹く（1957年）
- 黄色いからす（第15回米国ゴールデングローブ賞 外国語映画賞受賞作品、1957年）
- 大番（原作：獅子文六、1957年）
- 鳴門秘帖（監督：衣笠貞之助、1957年）
- 気違い部落（監督：渋谷実、1957年）
- 螢火（1958年）
- 忠臣蔵（監督：渡辺邦男、1958年）
- 駅前シリーズ
  - 喜劇 駅前旅館（1958年）
  - 喜劇 駅前団地（1961年）
  - 喜劇 駅前弁当（1961年）
  - 喜劇 駅前温泉（1962年）
  - 喜劇 駅前飯店（1962年）
  - 喜劇 駅前茶釜（1963年）
  - 喜劇 駅前女将（1964年）
  - 喜劇 駅前怪談（1964年）
  - 喜劇 駅前音頭（1964年）
  - 喜劇 駅前天神（1964年）
  - 喜劇 駅前医院（1965年）
  - 喜劇 駅前金融（1965年）
  - 喜劇 駅前大学（1965年）
  - 喜劇 駅前弁天（1966年）
  - 喜劇 駅前番頭（1966年）
  - 喜劇 駅前競馬（1966年）
  - 喜劇 駅前満貫（1967年）
  - 喜劇 駅前学園（1967年）
  - 喜劇 駅前探検（1967年）
  - 喜劇 駅前百年（1967年）
  - 喜劇 駅前火山（1968年）
- 鰯雲（監督：成瀬巳喜男、1958年）
- 日蓮と蒙古大襲来 (1958年)
- 暗夜行路（原作：志賀直哉、監督：豊田四郎、1959年）
- 雪之丞変化（監督：マキノ雅弘、1959年）
- 貸間あり（監督：川島雄三、1959年）
- 人間の條件 第一・二部（ヴェネツィア国際映画祭サン・ジョルジョ賞、イタリア批評家賞受賞作品、監督：小林正樹、1959年）
- 珍品堂主人（原作：井伏鱒二、監督：豊田四郎、1960年）
- 敵は本能寺にあり（1960年）
- 赤坂の姉妹より 夜の肌（監督：川島雄三、1960年）
- 酒と女と槍（監督：内田吐夢、1960年）
- 縞の背広の親分衆（監督：川島雄三、1961年）
- もず（1961年）
- 妻として女として（監督：成瀬巳喜男、1961年）
- 好人好日（1961年）
- 女ばかりの夜（監督：田中絹代、1961年）
- 花影（原作：大岡昇平、監督：川島雄三、1961年）
- 王将（1962年）
- 河のほとりで（1962年）
- 無法松の一生（1963年）
- 喜劇 とんかつ一代（監督：川島雄三、1963年）
- 新・夫婦善哉（1963年）
- 白と黒（1963年）
- 台所太平記（監督：豊田四郎、1963年）
- ミスター・ジャイアンツ 勝利の旗（監督：佐伯幸三、1964年）
- 路傍の石（原作：山本有三、監督：家城巳代治、1964年）
- 大奥絵巻（1968年）
- 喜劇 百点満点（1976年）
- この子を残して（監督：木下惠介、1983年）
- 生きてはみたけれど 小津安二郎伝（1983年）
- 化身（監督：東陽一、1986年）
- 夏の庭 The Friends（監督：相米慎二、1994年）
- GOING WEST 西へ…（1997年）
- 故郷（1999年）
- シベリア超特急2（2001年）
- シベリア超特急5（2004年）
- 大停電の夜に（2005年）
- 春との旅（2010年）

### テレビドラマ
- 氷雨（1959年、NHK総合）[17] - ※映像が現存し、DVDが発売されている
- 松本清張シリーズ・黒い断層 「一年半待て」（1960年、KR）  - 須村さと子 役
- 日立ファミリーステージ 第23話「町の島帰り」（1962年、TBS）  - お時 役
- 大河ドラマ（NHK総合）
  - 花の生涯（1963年） - ※淡島の出演した第1話の映像が現存し、DVDが発売されている
  - 赤穂浪士（1964年） - ※淡島の出演した第47話の映像が現存し、DVDが発売されている
  - 春の波涛（1985年）
- 日本映画名作ドラマ 第1回「お嬢さんカンパイ!」（1963年、NET）
- 孤愁の岸 宝暦治水始末記（1964年、テレビ東京） - ※映像が現存する
- 細雪（1965年、日本テレビ） - 蒔岡鶴子 役
- ママとおふくろ（1965年 - 1966年、日本テレビ）
- おにぎり（1966年 - 1967年、日本テレビ）
- お多江さん（1968年、朝日放送）
- くるま宿（1968年、TBS） - お蝶 役
- 鬼平犯科帳（八代目松本幸四郎版）:第一シリーズ（1969年 - 1970年、NET / 東宝） - 久栄 役
- 鞍馬天狗（1969年、NHK総合） - 雪乃
- 徳川おんな絵巻 第34話「母恋い三度笠」・第35話「涙の祭り囃子」（1971年、関西テレビ）
- 花は花よめ キー局 日本テレビ 放送曜日 金 放送期間 1971/08/27〜1972/01/21、放送時間 21:00-21:56 放送回数 16 回 連続/単発 連続
- 赤ひげ 第23話「沢根屋おとき」（1973年、NHK総合）
- 思い橋（1973年、TBS・木下恵介プロダクション）
- おんな家族（1974年4月2日 - 9月24日・TBS）
- ふりむくな鶴吉 第5話「面影」（1974年、NHK総合）
- 6羽のかもめ（1974年 - 1975年、フジテレビ）
- 横溝正史シリーズ 本陣殺人事件（1977年・毎日放送） - 一柳糸子 役
- 破れ傘刀舟悪人狩り 第123話「母と子の挽歌」（1977年・NET） - 梅吉 役
- 破れ奉行 第10話「愛と憎しみの挽歌」（1977年・テレビ朝日） - 小扇 役
- 赤い嵐（1979年11月30日 - 1980年3月28日・TBS） - 大野千代 役
- 竜馬がゆく（1982年、テレビ東京） - お登勢 役
- 土曜グランド劇場 あんちゃん（1982 - 1983年・日本テレビ） - 田野中頼子 役
- 木曜ゴールデンドラマ 母の悲劇（1982年、よみうりテレビ） - 明子 役
- 大奥（1983年、関西テレビ） - 桂昌院 役
- 松本清張スペシャル・黒の回廊（1984年、日本テレビ） - 梶原澄子 役
- 長七郎江戸日記スペシャル 母は敵か!?正雪の陰謀（1985年、日本テレビ） - 光松院 役
- 悲しみだけが夢をみる（1988年、NHK総合、銀河テレビ小説） - 角谷輝子 役
- 華岡青洲の妻（1989年、フジテレビ） - 於継 役
- 仕掛人・藤枝梅安「弐 梅安仕掛針」（1991年、フジテレビ）- 貴女（たかじょ）役
- とびっきり、青春（1993年、CBC）
- 江戸を斬る 第8部（1994年、TBS） - たか 役
- これでいいのだ（1994年、NHK総合 ドラマ新銀河）
- 連続テレビ小説（NHK総合）
  - 春よ、来い（1994年 - 1995年） - 水川コウ 役
  - 芋たこなんきん（2006年 - 2007年） - 花岡ウメ 役
- 愛のことば（2001年、東海テレビ）
- 京都迷宮案内 第4シリーズ 第2話「狙われた町家レストラン! ラブレターの罠」（2002年1月17日、テレビ朝日）
- 水戸黄門（TBS） - 明芳院 役
  - 第32部 第8話「決戦！加賀百万石」（2003年）
  - 第36部 第7話「狙われた百万石の婚礼」（2006年）
- 恋する京都 第3話「鹿ヶ谷(ししがたに)かぼちゃは初恋のときめき」（2004年、NHK総合）
- 愛と友情のブギウギ（2005年・NHK総合）
- 美空ひばり誕生物語 おでことおでこがぶつかって（2005年、TBS）
- あの日、僕らの命はトイレットペーパーよりも軽かった（2008年7月8日、日本テレビ）
- 渡る世間は鬼ばかり 最終シリーズ（2011年、TBS） - 長谷部マキ 役 ※遺作（複数回出演しているが生涯最後の出演は8月11日放送第41話）
- 湯けむりドクター華岡万里子の温泉事件簿 第6作「信州・姥捨山伝説殺人事件」（2012年、テレビ東京） - 升川幸代 役

### 舞台
宝塚公演
- 演劇研究会第一回公演「制服の処女」- マヌエラ 役（1941年6月、宝塚中劇場）
- 第一回満州公演（1942年）
- 花組公演「母なる佛塔／國民の歌」（1943年9月26日 - 10月24日、宝塚大劇場）
- 花組公演「家鴨の出世／になひ文」（1943年11月26日 - 12月28日、宝塚中劇場）
- 月組公演「ローズ・マリー」（1946年7月2日 - 7月30日、宝塚大劇場）
- 月組公演「傀儡船／人魚姫」（1946年9月1日 - 9月29日、宝塚大劇場）
- 月組公演「當麻曼茶羅／センチメンタル・ヂャアニー」（1946年12月1日 - 12月29日、宝塚大劇場）
- 月組公演「マノン・レスコオ／アリババ物語」（1947年3月1日 - 3月30日、宝塚大劇場）
- 月組公演「春のおどり(世界の花)」（1947年5月1日 - 5月30日、宝塚大劇場）
- 月組公演「南の哀愁」- ナイヤ 役／「眞夏の夜の夢」- 妖精パック 役（1947年7月1日 - 7月30日、宝塚大劇場）
- 月組公演「千姫／モン・パリ」（1947年10月1日 - 10月30日、宝塚大劇場）
- 月組公演「悪たれ／ヴェネチア物語」（1948年1月1日 - 1月30日、宝塚大劇場）
- 月組公演「陽気な街／春のをどり(大津絵)」（1948年4月1日 - 4月29日、宝塚大劇場）
- 月組公演「香妃／ブルーヘブン」（1948年9月1日 - 9月20日、宝塚大劇場）
- 月組公演「アロハ・オエ」（1948年11月6日 - 11月29日、宝塚大劇場）
- 月組公演「重の井／ロマンス・パリ」（1949年3月11日 - 3月30日、宝塚大劇場）
- 月組公演「アレクサンドリアの舞姫／春のをどり」（1949年4月22日 - 5月9日、宝塚大劇場）
- 月組公演「リオでの結婚／東京・ニューヨーク」（1949年9月1日 - 9月29日、宝塚大劇場）
- 月組公演「ヴギウギホテル／宝塚花くらべ」（1950年1月1日 - 1月30日、宝塚大劇場）

宝塚退団後
- 長谷川一夫「東宝歌舞伎」 東京宝塚劇場他
- 芸能生活40周年 美空ひばり記念公演「春秋 千姫絵巻」
- 美空ひばり特別公演「水仙の詩」
- 北島三郎特別公演・「花と龍」より「残侠の詩」
- 森進一特別公演「愛 果てしなく」
- 華岡青洲の妻（1997年・1998年）
- 3年B組金八先生 -夏休みの宿題-（2003年、明治座）
- 忠臣蔵（2007年、明治座）
- おんな太閤記（2007年、新橋演舞場）
- エドの舞踏会（2008年、明治座）
- 北村和夫追善公演 朗読劇「女の一生」（2008年、シアターΧ）
- 舟木一夫特別公演（2008年、大阪・新歌舞伎座）
- 喜劇「花の元禄後始末」〜紀伊国屋文左衛門の妻〜（2009年、三越劇場）
- おしん・少女編（2009年11月〜12月）
- 梅咲きぬ（2010年2月、御園座）
- 日本演劇協会創立60周年記念「演劇人祭」（2010年7月28日、国立劇場大劇場）
- よしもと祭 西川きよし劇団旗揚げ公演（2010年12月10日 - 12月23日、新歌舞伎座）
- 我が舞の道 花柳壽輔傘寿の会（2011年2月-3月、東京国際フォーラム）

### その他のテレビ番組
- スピーチショー「森繁久彌と仲間たち」（NHK総合）
- 浜村淳の人・街・夢（関西テレビ）

他多数

### ラジオ
- ラジオ深夜便「女優が語る私の戦後」（NHKラジオ第1・FM） - 2009年8月

### 広告・CM
- 日興コーディアル証券（2000年）[18]
- 関西電力「オール電化キャンペーン」 - 岡江久美子と共演

## 関連書籍
- 「水野晴郎と銀幕の花々」（近代文芸社。水野による淡島を含む女優達のインタビュー集）
- 「別冊太陽 宝塚タカラジェンヌ一〇〇 宝塚歌劇団八〇周年記念」（監修・解説／宇佐見正。平凡社）
- 「中野シネマ」（中野翠著。新潮社）
- 「君美わしく 戦後日本映画女優讃」（川本三郎、文藝春秋のち文春文庫）
川本による淡島を含む女優達のインタビュー集。
- 「成瀬巳喜男と映画の中の女優たち」（ぴあ）
- 「淡島千景 女優というプリズム」（青弓社、2009年4月）ISBN 4787272632
1年間に及ぶ本人インタビューを元にした坂尻昌平ほか全4名の編著。
- 「女優が語る私の人生」（NHKサービスセンター、2012年）

## 演じた女優
- 花乃まりあ（2018年・テレビ朝日・帯ドラマ劇場）「越路吹雪物語」
- ともさかりえ（2023年・NHK総合・テレビ70年記念ドラマ）「大河ドラマが生まれた日」